# Geniusze (film)
Geniusze (ang. Adventures of a Mathematician) – niemiecko-polsko-brytyjski dramat biograficzny z 2020 roku w reżyserii Thora Kleina.

## O filmie
Opowieść o życiu wybitnego polskiego matematyka żydowskiego pochodzenia, Stanisława Ulama. To poruszająca opowieść o młodym naukowcu, który radząc sobie z traumatycznym doświadczeniem wojny, przyczynił się do stworzenia broni nuklearnej i zakończenia II wojny światowej. Geniusze wykraczają poza ramy filmowej biografii utalentowanego naukowca i stają się ponadczasową opowieścią o dwuznacznej naturze postępu.

## Fabuła
Głównego bohatera poznajemy w 1941 roku w Stanach Zjednoczonych, do których wyemigrował wraz z rodziną i rozpoczął pracę naukową na jednej z amerykańskich uczelni. Kontrakt Stanisława nie zostaje przedłużony, a jego opieka nad szesnastoletnim bratem Adamem staje się coraz większym wyzwaniem. Ulamom grozi deportacja do targanej wojną Europy, a powrót do Polski oznacza dla nich pewną śmierć. Wówczas naukowiec staje się jedną z kluczowych postaci słynnego projektu Manhattan. Powołana przez prezydenta Roosevelta inicjatywa doprowadziła do skonstruowania broni nuklearnej. Ulam ma świadomość, że rezultat jego badań przyspieszy zakończenie II wojny światowej, lecz jednocześnie będzie kosztował życie tysięcy niewinnych istnień ludzkich.

## Obsada
- Philippe Tłokiński – Stanisław Ulam
- Fabian Kocięcki – John von Neumann
- Esther Garrel – Francoise Ulam, żona Stanisława
- Joel Basman – Edward Teller
- Sam Keeley – Jack Calkin
- Mateusz Więcławek – Adam Ulam, brat Stanisława
- Sabin Tambrea – Klaus Fuchs

## Produkcja
Zdjęcia kręcono m.in. w Poczdamie i Lübbenau/Spreewald.

## Nagrody i nominacje
| Rok  | Festiwal                                     | Nagroda                                             |
| ---- | -------------------------------------------- | --------------------------------------------------- |
| 2022 | Festiwal Filmów Naukowych                    |                                                     |
| 2020 | Fort Lauderdale International Film Festival  | Nagroda Publiczności dla najlepszego dramatu        |
| 2020 | Fort Lauderdale International Film Festival  | Nagroda Przewodniczącego Jury dla najlepszego filmu |
| 2020 | Festiwal Młodego Kina Wschodnioeuropejskiego | Wyróżnienie Cottbus ins Kino                        |